# Плутниця
Плу́тниця (пол. Płutnica) — невелика річка на півночі Польщі.
Річка починається з Пуцького болота в околицях села Стажинський Двір. Протікає на південний схід та схід, впадає до Пуцької затоки Балтійського моря. На всьому своєму протязі річка протікає давньою прадолиною, між двома моренами-пагорбами — Сважевського та Пуцького. Західний край долини є східною межею лісу Пуща-Даржлюбська та Жарновецької височини.
В останні роки в долині річки була збудована найбільша в повіті вітрова електростанція. В гирлі річки знаходяться затоплені залишки середньовічного Пуцького порту з уламками 3 човнів з реконструкцією. Також тут знаходиться пташиний базар.
| Польща | Це незавершена стаття з географії Польщі. Ви можете допомогти проєкту, виправивши або дописавши її. |